# Auto Moto Styl
Auto Moto Styl (AUTOMOTOSTYL, AMS) je pořad z produkce společnosti Frame100r a Auto.cz, který je vysílán v České televizi. Poprvé se objevil v lednu 2008. Vysílá se jednou za dva týdny v sobotu po poledni na Jedničce a doplňuje zavedený pořad Auto Moto Revue.

## Úvod
Auto Moto Styl je moderním pořadem o automobilech, který přináší divákovi nový pohled na testování vozů. Zaujme svým neotřelým obrazovým zpracováním, vtipnými postřehy a netradičními rubrikami. Na své si tak přijdou nejen pánové, milující vůni benzínu a spálených pneumatik, ale i dámy, kterým se AMS pravidelně věnuje. Mimo čistě motoristických témat nabízí pořad i zajímavé příběhy lidí, kteří svůj život zasvětili autům, pravidelně se věnuje i otázce bezpečnosti za volantem a na silnicích a informuje o automobilových novinkách doma i ve světě.

## Rubriky

### Roadlook
Původně internetový projekt doplňující písemné testy vozů internetového portálu www.auto.cz  byl od počátku vzniku pořadu jeho hlavní rubrikou. Účelem Roadlooku je předvést testovaný vůz jako přirozenou součást lidského života, jako člena rodiny, každodenního společníka na cestách za prací či prostředku pro víkendovou zábavu. Test je zaměřen na určitou vlastnost, účel použití vozu a tuto skutečnost dále rozvíjí s přesahem do běžného života.

### Kabelky pro holky
Tato rubrika ukazuje svět automobilů ženám přístupnou formou. Ženy vnímají jinak barvy i materiály, preferují různý typ vozů, stejně jako různé prvky výbavy a pro muže zanedbatelné maličkosti. Všímají si detailů, kterých si muž většinou hned nevšimne. Z toho důvodu provází tímto testem moderátorka, která se snaží na tyto detaily poukázat a pomoci například při výběru vozu pro ženu.

### Preview
Každý den se ve světě představí nějaká automobilová novinka na čtyřech kolech. Aby ani divák AMS nepřišel zkrátka, pravidelně se o těchto vozech dozví z rubriky Preview. V krátkém představení jsou uvedeny základní technické informace, včetně předpokládané ceny.

### Luttest
Další rubrika je opět alternativou klasickému testu. Tentokrát v podání moderátora, který na testovaném exempláři umí najít základní myšlenku, priroritní určení a otestovat ji úplně obráceně. K vidění tak bude například hybrid testovaný ve sportovním módu, kabriolet v chladném počasí nebo pracovní pick-up využitý k zábavě.

### Bezpečnost
Řízení čtyřkolých miláčků není zdaleka jen o zábavě. Cestování mnohdy přináší spoustu starostí spojených s bezpečností. Existuje mnoho postupů, jak jezdit bezpečně a ještě více špatných alternativ a nejrůznějších fám. Rubrika bezpečnost má za úkol informovat diváka o tom, jak správně postupovat, pokud se ocitne u nehody, jak se bezpečně chovat na dálnici, jaká má práva a možnosti při policejní kontrole, ale i spoustu dalších užitečných informací.

### Info
V informační rubrice vám poradí, jak si vybrat správnou navigaci, jak přepravit koně nebo jaký je to pocit, když se auto převrátí na střechu. Zavede vás také na nejrůznější srazy a motoristické akce nebo se dozvíte, jaký vůz se stal autem roku v ČR.